# Funny
Funny (englisch für „lustig“) ist eine im deutschen Sprachraum verwendete Gattungsbezeichnung für humorvolle Comics, die Slapstick-Elemente und Gags aufweisen können, also witzige, komische Bildgeschichten. Ein Abenteuercomic mit witzigem Anteil wird als Semi-Funny bezeichnet. Eine Geschichte mit komischer Verfremdung und Tieren als Protagonisten wird als Funny Animal Comic bezeichnet.
Viele Werke von Zeichnern der École Marcinelle werden als (Semi-)Funnys bezeichnet. Beispiele für Funnies sind Micky Maus und Fix und Foxi, ein typischer Semi-Funny ist Asterix.
Im englischsprachigen Raum wird die Bezeichnung „the funnies“ als Abkürzung für die umgangssprachliche Bezeichnung „the funny papers“  für Comicstrips verwendet (im Englischen auch cartoon strips). Nachdem in den 1930er Jahren der Begriff „comic“ das Moment des „Komischen“ verloren hatte, bezeichnete man seither im Englischen die karikaturistischen und humoristischen Spielarten als „funny“ bzw. „funny comic“.